# Mateo Alonso de Leciniana
Svatý Mateo Alonso de Leciniana (26. listopadu 1702, Nava del Rey – 22. ledna 1745, Hanoj) byl španělský římskokatolický kněz, člen řádu bratří kazatelů a mučedník.

## Život
Narodil se 26. listopadu 1702 v Nava del Rey, v provincii Valladolid.
V Segovii vstoupil k řádu dominikánů. Roku 1730 odešel na misii do Manily a poté 13. února 1731 odešel do Vietnamu, kam dorazil 19. března. Během pronásledování křesťanů byl v listopadu roku 1743 zatčen. Byl umístěn do speciální klece a odvezen do misijního domu, kde ho oholili a ostříhali dohola. Po pár dnech byl s několika katechety odvezen do Nam Định. Několikrát stál před soudem a jeden z mandarínů, který se zaměřoval na křesťanství, dokázal změnit rozsudek smrti na vězení. Poté ale byl trest změněn na smrt. Byl sťat spolu s dalším dominikánem otcem sv. Francescem Gil de Frederic, se kterým se potkal ve vězení. Vše se stalo 22. ledna 1745 v Hanoji.
Dne 20. května 1906 byl papežem sv. Piem X. prohlášen za blahoslaveného a dne 19. června 1988 jej papež sv. Jan Pavel II. svatořečil ve skupině 117 vietnamských mučedníků.